# 岡山県立岡山西支援学校
岡山県立岡山西支援学校（おかやまけんりつ おかやまにししえんがっこう）は、岡山県岡山市北区に所在する特別支援学校。知的障害のある児童・生徒を対象としており、学部は小学部、中学部、高等部を設置している。

## 沿革
- 1973年4月1日（昭和48年） - 岡山県立総合社会福祉センター内に、わかくさ学園が開設され、岡山県立岡山養護学校から職員が派遣されて施設内教育を実施[1]。
- 1976年4月1日（昭和51年） - 岡山県立岡山西養護学校が同センター内に開校。「弘徳学園教室」「ももぞの学園教室」の派遣教室を設置。
- 1976年5月24日（昭和51年） - 岡山県立総合社会福祉センターにおいて開校記念式を挙行。
- 1979年4月1日（昭和54年） - 本校教室を岡山市田中579に移転。
- 1979年（昭和54年） - 弘徳学園教室が文部省より昭和54・55年度の交流教育研究協力校に指定され、岡山市立三勲小学校との交流を開始。
- 1979年4月13日（昭和54年） - 養護学校義務制実施により通学生・訪問教育生を受け入れ、入学式を挙行。
- 1981年4月1日（昭和56年） - 本校教室中学部が昭和56・57年度の交流教育研究協力校に指定され、岡山市立桑田中学校との交流を開始。
- 1982年11月5日（昭和57年） - 校舎改築工事（第1期B棟）完成。
- 1983年4月1日（昭和58年） - 本校教室小学部が昭和58・59年度の交流教育研究協力校に指定され、岡山市立陵南小学校との交流を開始。
- 1984年3月10日（昭和59年） - 校舎改築工事（第2期A棟）完成。
- 1984年7月27日（昭和59年） - 大韓民国慈恵学校と姉妹校縁組を締結。
- 1985年4月1日（昭和60年） - 本校教室に高等部を設置（定員1学年20名）。
- 1986年10月25日（昭和61年） - 創立10周年記念式典を挙行。
- 1987年3月12日（昭和62年） - 高等部作業棟（C棟）改築工事完成。
- 1987年11月2日（昭和62年） - 岡山県教育委員会より「公立学校で特に業績のあった学校」として表彰される。
- 1988年10月20日〜21日（昭和63年） - 第27回全国特殊教育研究連盟全国大会（岡山大会）開催。本校が分科会場・アトラクションに参加。
- 1989年4月1日（平成元年） - 本校教室中学部が平成元・2年度の交流教育研究協力校に指定され、岡山市立御南中学校との交流を開始。
- 1990年4月1日（平成2年） - 岡山県教育委員会より平成2年度心身障害児適正就学推進研究校に指定される。
- 1991年4月1日（平成3年） - 高等部生徒定員を1学年36名に増員。
- 1995年5月31日（平成7年） - 文部省より平成7・8年度学校週五日制研究推進校に指定される。
- 1996年11月28日（平成8年） - 創立20周年記念式典を挙行。
- 1998年3月31日（平成10年） - 派遣教室「弘徳学園教室」閉校。派遣教室「ももぞの学園教室」の中学部生徒は本校に統合。
- 1998年11月13日（平成10年） - 第37回全国学校体育研究大会が開催され、本校が分科会場となる。
- 1999年3月31日（平成11年） - 派遣教室「ももぞの学園教室」閉校。
- 2000年4月1日（平成12年） - 高等部訪問教育が本格実施される。
- 2002年4月1日（平成14年） - 文部科学省より平成14・15年度の特殊教育研究協力校に指定される。
- 2006年12月9日（平成18年） - 創立30周年記念式典を挙行。
- 2007年4月1日（平成19年） - 岡山県立岡山南養護学校が分離・設立される。
- 2010年4月1日（平成22年） - 校名を「岡山県立岡山西支援学校」に変更。
- 2010年10月22日（平成22年） - 太陽光パネルを設置。
- 2014年4月1日（平成26年） - 通学区域を改編。「ももぞの学園」が倉敷まきび支援学校の学区に移行。新たに岡山市の岡北（牧石小学校の旧牧山分校区を除く）、京山、石井、御南、吉備中学校区が本校の学区となる。

## 生徒数
2025年度
- 169名[2]

## 通学区域
知的障害教育部門
- 岡山市北区
  - 岡北（牧石小学校の旧牧山分校区を除く）、京山、石井、御南、吉備、中山、香和、高松、足守）

訪問教育
- 岡山市
  - 旭川以西の区域　(旧御津町、灘崎町を除く）

## 学校間交流
- 岡山市立御南小学校
- 岡山市立御南中学校

## 所在地
〒700-0951 岡山県岡山市北区田中579

## アクセス
- 岡電バス：健康づくり財団行き、終点「健康づくり財団病院前」下車